# Ozarba incondita
Ozarba incondita là một loài bướm đêm trong họ Noctuidae.